# 圣老楞佐至圣堂

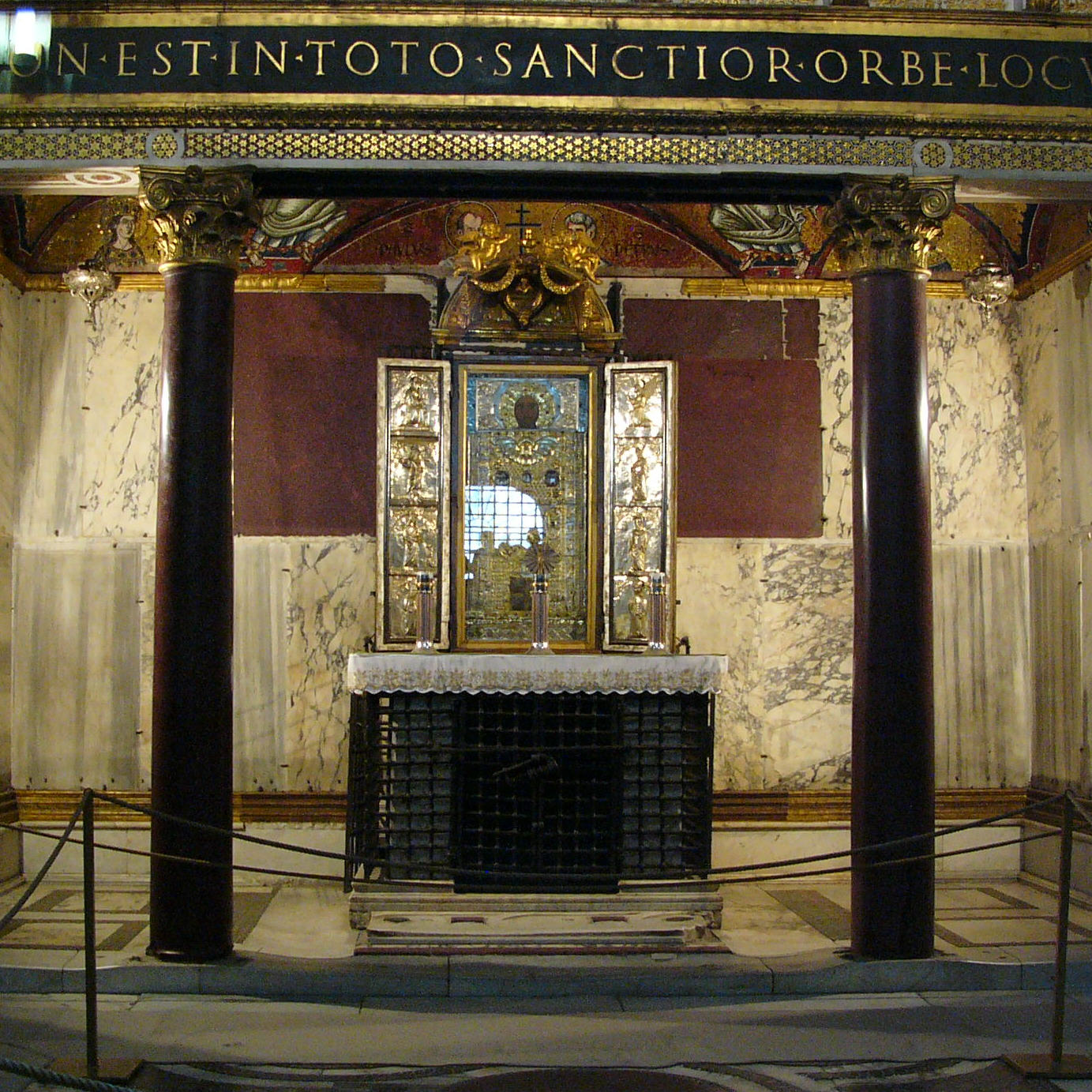

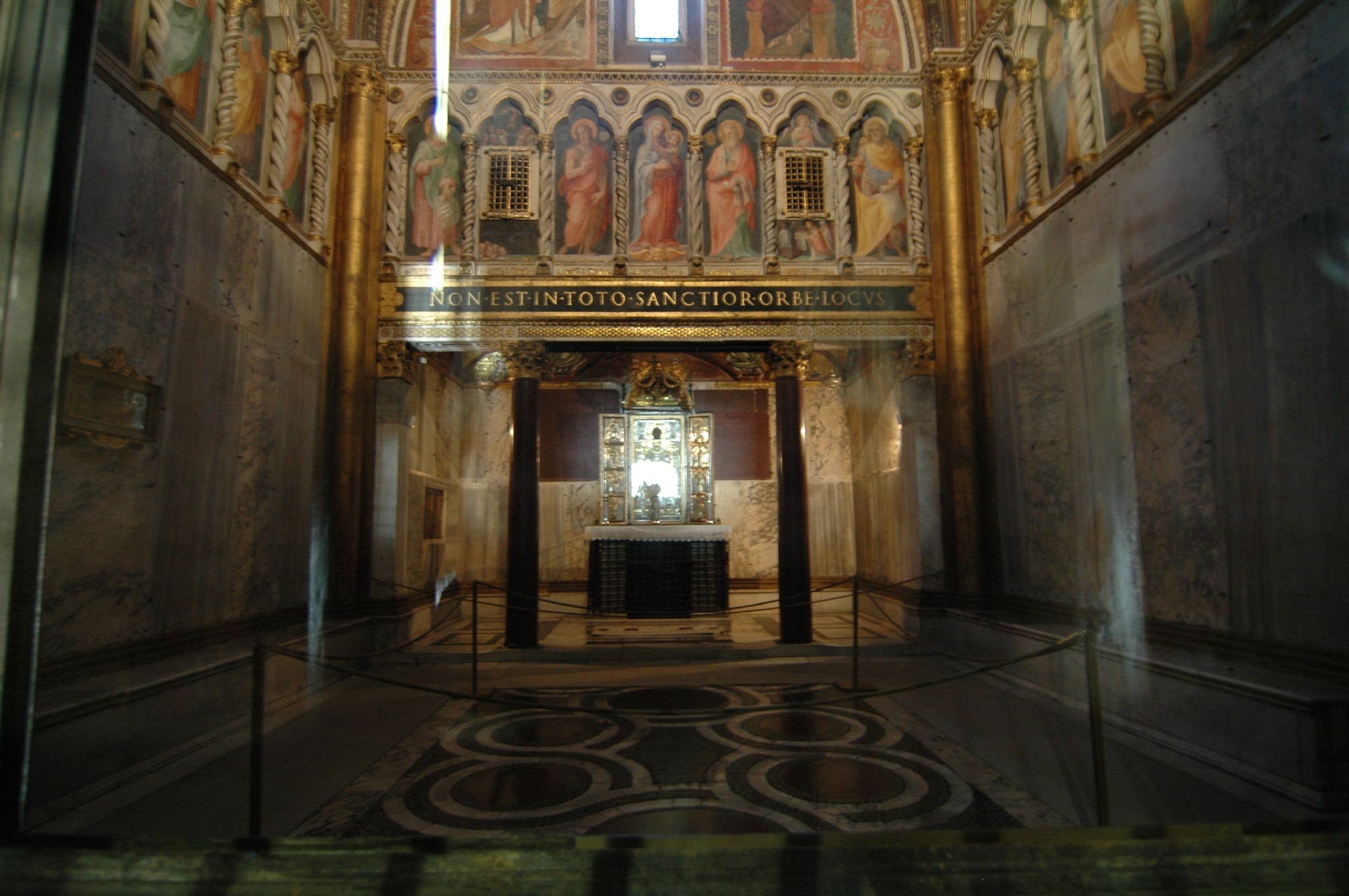
内部

圣老楞佐至圣堂（義大利語：Chiesa di San Lorenzo in Palatio ad Sancta Sanctorum）是罗马的一座教堂，位于拉特朗圣若望广场。
这座教堂位于拉特朗圣若望大殿斜对面，圣阶所在的建筑内。原来这座建筑是罗马宗主教府，该教堂是教宗的私人小堂：它是现在宗主教府唯一保留下来的部分。最早提及这座教堂是教宗斯德望三世（768-772）的传记；它由何諾三世修复（1216年至1227年），由尼各老三世重建于1278年，在十六世纪，教宗西斯都五世将圣阶迁移至此，作为教堂的入口。 
这座教堂也被称为至圣小堂（Sancta Sanctorum），这个名字让人想起耶路撒冷圣殿内放置约柜的至圣所，但是事实上得名于它保留了最珍贵的基督教聖人遺物，包括婴儿耶稣的包皮，耶稣出席最后晚餐所穿的凉鞋，荆棘冠冕上的刺，圣伯多禄和圣保禄以及许多其他人的头颅。许多聖人遺物现在已经失踪或存放在其他地方。
装饰教堂内部的是 Cosmati家族。祭台保存了一幅据说不是由人手所绘的古代耶稣像，传说它是天使帮助路加所画。自教宗斯德望二世起这幅画受到特别崇敬，他下令举着圣像游行全城 ，恳求天主帮助，抵抗伦巴底人。我们不知道这幅画的确切来源：Armellini 认为是在圣像破坏运动中自拜占庭抢救而来。